# Mizuho Financial
Mizuho Financial Group este un grup financiar-bancar, cu sediul în Tokyo, Japonia, ce are active de peste 1,3 miliarde $ și este listat pe Tokyo Stock Exchange.